# Rally van Portugal 1978
De Rally van Portugal 1978, officieel 12º Rallye de Portugal Vinho do Porto, was de 12de editie van de Rally van Portugal en de vierde ronde van het Wereldkampioenschap Rally in 1978. Het was de 56ste rally van het FIA Wereldkampioenschap Rally.

## Resultaten en rangschikking
| Top tien klassement | Top tien klassement | Top tien klassement                       | Top tien klassement                     | Top tien klassement | Top tien klassement | Top tien klassement | Top tien klassement |
| Pos                 | Nr                  | Rijder Navigator                          | Auto Inschrijving                       | Gr                  | Tijd                | Verschil            | Punten              |
| ------------------- | ------------------- | ----------------------------------------- | --------------------------------------- | ------------------- | ------------------- | ------------------- | ------------------- |
| 1                   | 4                   | Markku Alén Ilkka Kivimäki                | Fiat 131 Abarth Markku Alén             | 4                   | 07:45.33            | 0.00                | -                   |
| 2                   | 8                   | Hannu Mikkola Arne Hertz                  | Ford Escort RS1800 Hannu Mikkola        | 4                   | 07:50.01            | + 4.28              | -                   |
| 3                   | 5                   | Jean-Pierre Nicolas Vincent Laverne       | Ford Escort RS1800 Jean-Pierre Nicolas  | 4                   | 08:01.01            | + 15.28             | -                   |
| 4                   | 6                   | Ove Andersson Henry Liddon                | Toyota Celica 2000GT Ove Andersson      | 2                   | 08:13.27            | + 27.54             | -                   |
| 5                   | 14                  | Achim Warmbold Claes Billstam             | Opel Kadett GT/E Achim Warmbold         | 2                   | 08:28.42            | + 43.09             | -                   |
| 6                   | 10                  | Anders Kulläng Bruno Berglund             | Opel Kadett GT/E Anders Kulläng         | 2                   | 08:36.42            | + 51.09             | -                   |
| 7                   | 12                  | Timo Mäkinen Jean Todt                    | Peugeot 104 ZS Timo Mäkinen             | 2                   | 08:50.36            | + 1:05.03           | -                   |
| 8                   | 29                  | Carlos Torres Pedro de Almeida            | Ford Escort RS2000 Carlos Torres        | 1                   | 09:11.35            | + 1:26.02           | -                   |
| 9                   | 41                  | André Martinho António Morais             | Porsche 911 André Martinho              | 4                   | 09:31.24            | + 1:45.51           | -                   |
| 10                  | 48                  | Carlos Fontaínhas Rogério Seromenho       | Ford Escort RS Carlos Fontaínhas        | 2                   | 09:46.36            | + 2:01.03           | -                   |
| Niet aan de finish  |                     |                                           |                                         |                     |                     |                     |                     |
| Pos                 | Nr                  | Rijder Navigator                          | Auto Inschrijving                       | Gr                  | KP                  | Reden               | Punten              |
| NF                  | 1                   | Sandro Munari Piero Sodano                | Fiat 131 Abarth Sandro Munari           | 4                   | 20                  | gebroken wiel       | 0                   |
| NF                  | 2                   | Björn Waldegård Hans Thorszelius          | Ford Escort RS1800 Björn Waldegård      | 4                   | 21                  | koppeling           | 0                   |
| NF                  | 3                   | Bernard Darniche Alain Mahé               | Lancia Stratos HF Bernard Darniche      | 4                   | 12                  | over tijd limiet    | 0                   |
| NF                  | 9                   | Walter Röhrl Christian Geistdörfer        | Fiat 131 Abarth Walter Röhrl            | 4                   | 20                  | koppeling           | 0                   |
| NF                  | 11                  | Ari Vatanen Peter Bryant                  | Ford Escort RS1800 Ari Vatanen          | 4                   | 21                  | koppeling           | 0                   |
| NF                  | 15                  | Jean-Luc Thérier Michel Vial              | Toyota Celica 2000GT Jean-Luc Thérier   | 2                   | 7                   | motor               | 0                   |
| NF                  | 17                  | 'Mêquêpê' Miguel Vilar                    | Opel Kadett GT/E Manuel Queirós Pereira | 2                   | 15                  | achter as           | 0                   |
| NF                  | 18                  | Beny Fernández António Doural             | Ford Escort RS1800 Beny Fernández       | 4                   | 19                  | olie pijp           | 0                   |
| NF                  | 19                  | Francisco Romãozinho José Bernardo        | Citroën CX 2400 Francisco Romãozinho    | 2                   | 11                  | alternator          | 0                   |
| NF                  | 22                  | Jean-Claude Lefèbvre Christian Delferrier | Peugeot 104 ZS Jean-Claude Lefèbvre     | 2                   | 18                  | motor               | 0                   |

#### Statistieken
| Klassementsproeven  | Klassementsproeven |                     | Leiders | Leiders |
| Rijder              | Aantal             | Rijder              | KP      |         |
| Hannu Mikkola       | 18                 | Bernard Darniche    | 1-2     |         |
| Markku Alén         | 12                 | Markku Alén         | 3-11    |         |
| Björn Waldegård     | 8                  | Walter Röhrl        | 12-14   |         |
| Walter Röhrl        | 5                  | Markku Alén         | 15-17   |         |
| Ari Vatanen         | 4                  | Björn Waldegård     | 18-19   |         |
| Bernard Darniche    | 3                  | Markku Alén         | 20-22   |         |
| Jean-Pierre Nicolas | 1                  | Jean-Pierre Nicolas | 23-25   |         |
|                     |                    | Markku Alén         | 26-31   |         |
| Hannu Mikkola       | 32                 |                     |         |         |
| Markku Alén         | 33-44              |                     |         |         |
| Hannu Mikkola       | 45                 |                     |         |         |
| Markku Alén         | 46                 |                     |         |         |

### Constructeurskampioenschap
| Pos | Constructeur | MON | SWE | KEN | POR | GRE | FIN | CAN | ITA | CIV | FRA | GBR | Pts |
| --- | ------------ | --- | --- | --- | --- | --- | --- | --- | --- | --- | --- | --- | --- |
| 1   | Fiat         | 14  | 14  |     | 18  |     |     |     |     |     |     |     | 46  |
| 2   | Porsche      | 18  |     | 16  | 7   |     |     |     |     |     |     |     | 41  |
| =   | Ford         |     | 18  | 7   | 16  |     |     |     |     |     |     |     | 41  |
| 4   | Opel         | 10  | 12  |     | 13  |     |     |     |     |     |     |     | 35  |
| 5   | Peugeot      |     |     | 18  | 9   |     |     |     |     |     |     |     | 27  |
| 6   | Lancia       | 8   | 12  |     |     |     |     |     |     |     |     |     | 20  |
| 7   | Renault      | 17  |     |     |     |     |     |     |     |     |     |     | 17  |
| 8   | Datsun       |     |     | 16  |     |     |     |     |     |     |     |     | 16  |
| 9   | Toyota       |     |     |     | 15  |     |     |     |     |     |     |     | 15  |
| 10  | Mercedes     |     |     | 12  |     |     |     |     |     |     |     |     | 12  |
| 11  | Volvo        |     | 10  |     |     |     |     |     |     |     |     |     | 10  |
| 12  | Volkswagen   |     | 9   |     |     |     |     |     |     |     |     |     | 9   |
| 13  | Saab         |     | 8   |     |     |     |     |     |     |     |     |     | 8   |
| 14  | Mitsubishi   |     |     | 5   |     |     |     |     |     |     |     |     | 5   |